# Молдовсько-польські відносини

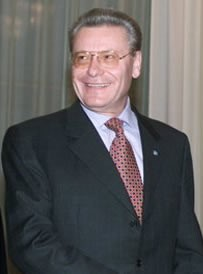
Петру Лучинський був другим президентом Молдови і носить транскрибований варіант польського прізвища Лучинський

Молдавсько-польські відносини стосуються відносин між Молдовою та Польщею. Дві країни встановили відносини після здобуття Молдовою незалежності в 1991 році. Польща підтримує членство Молдови в Європейському Союзі.

## Історія
Історично Молдавське князівство було васалом Королівства Польського, а пізніше Речі Посполитої . Завдяки цьому в Молдові існувала невелика, але активна польська громада. Обидва згодом у різний час були окуповані Росією та Радянським Союзом.

### Польська громада в Молдові
За радянським переписом 1989 року в Молдавській РСР було 4739 поляків. Перепис населення Молдови 2004 року повідомив про 2383 поляки. Останній перепис не включав дані, зібрані в Трансністрії, яка протягом століть перебувала в межах Речі Посполитої та зазнавала значної польської колонізації. Перепис 2004 року в Придністров'ї повідомив, що 2 % населення (близько 1100) були поляками.
Деякі публікації активістів Polonia та польських дипломатів згадують цифри понад 20 000 поляків у Молдові — цифри, що значно перевищують кількість поляків, які назвали себе за переписом. Деякі автори включають у свої оцінки осіб польського походження, тоді як інші припускають, що люди католицького віросповідання (у переважно східно-православній країні) є, швидше за все, польського походження; і це може включати, напр Українці, які своїм походженням пов'язані з Польщею.
Внаслідок російської та радянської політики щодо польської культури лише невеликий відсоток поляків у Молдові сьогодні розмовляє польською мовою. Наприклад, Петру Лучинський (Romanian pronunciation: [ˈpetru luˈt͡ʃinski], який був другим президентом Молдови, носить транскрибовану версію польського прізвища Łuczyński, але ніколи публічно не ідентифікував себе з польським походженням. Деякі придністровські політики, такі як колишня перша леді Ніна Штанскі та Євген Зубов, однак відкрито говорять про своє польське коріння.

### Сучасні відносини
Польща завжди активно підтримувала інтеграцію та членство Молдови в Європейському Союзі, членом якого є Польща. Польща добре усвідомлювала політичну маргіналізацію Молдови через ситуацію з Придністров'ям і Польща офіційно оголосила, що не визнає Придністров'я як окрему націю.
Польща входить до десятки основних торгових партнерів Молдови. У 2019 році Польща була восьмим за величиною джерелом імпорту та шостим за обсягом експорту для Молдови.
У 2020 році, після спалаху пандемії COVID-19 у Молдові, Польща передала медичну допомогу та обладнання, в тому числі кисневих концентраторів до різних лікарень Молдови також через польську громаду в Молдові.
У жовтні 2021 року під час газової кризи Молдова закупила в Польщі мільйон кубометрів природного газу. Це була перша закупівля газу Молдовою не в Росії.
Варшавський Інститут, польський аналітичний центр, підтримує Romania Monitor для пояснення основного курсу політичних, економічних і соціальних подій у Румунії та Молдові.

## Постійні дипломатичні представництва
- Молдова має посольство у Варшаві.
- Польща має посольство в Кишиневі.

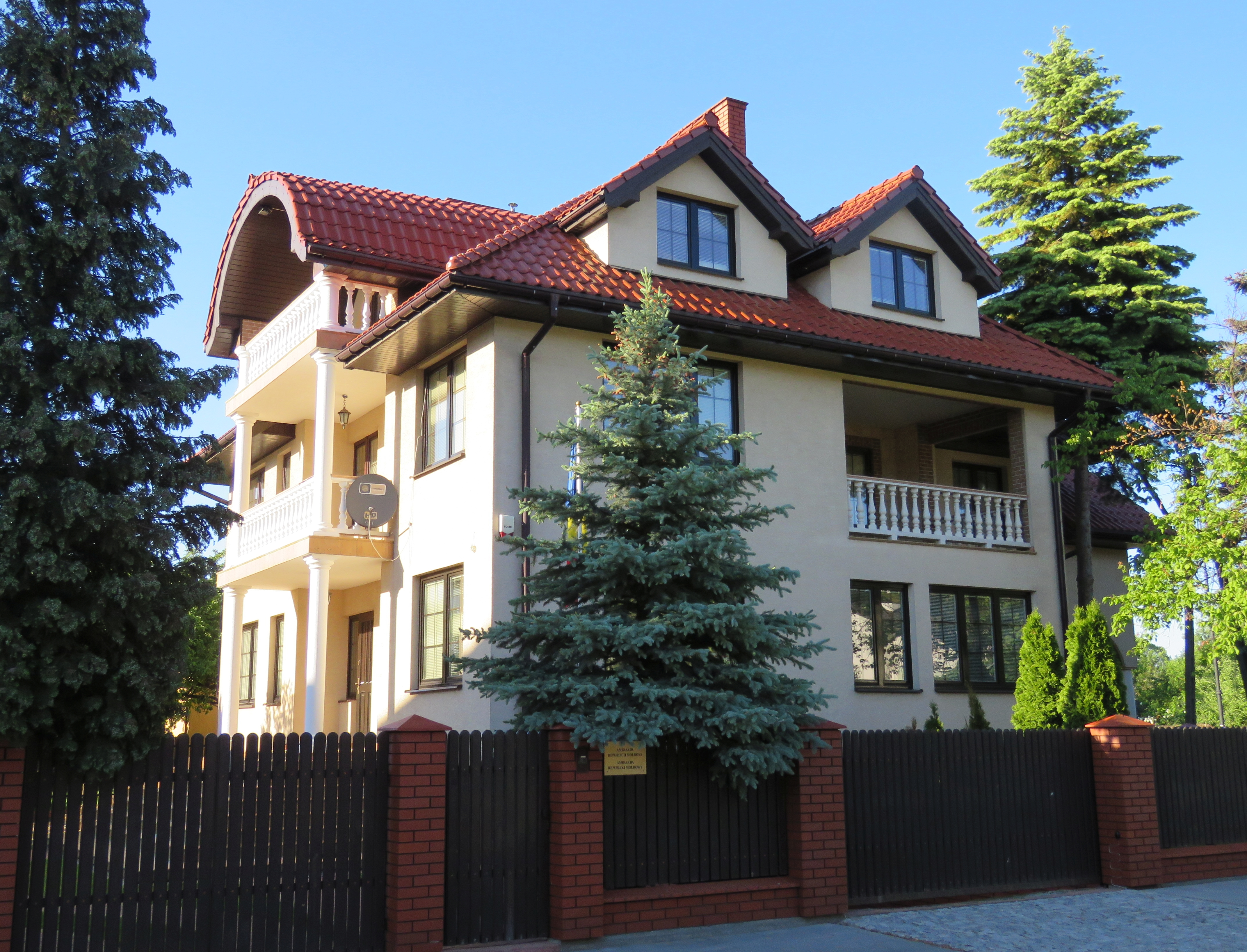
Посольство Молдови у Варшаві
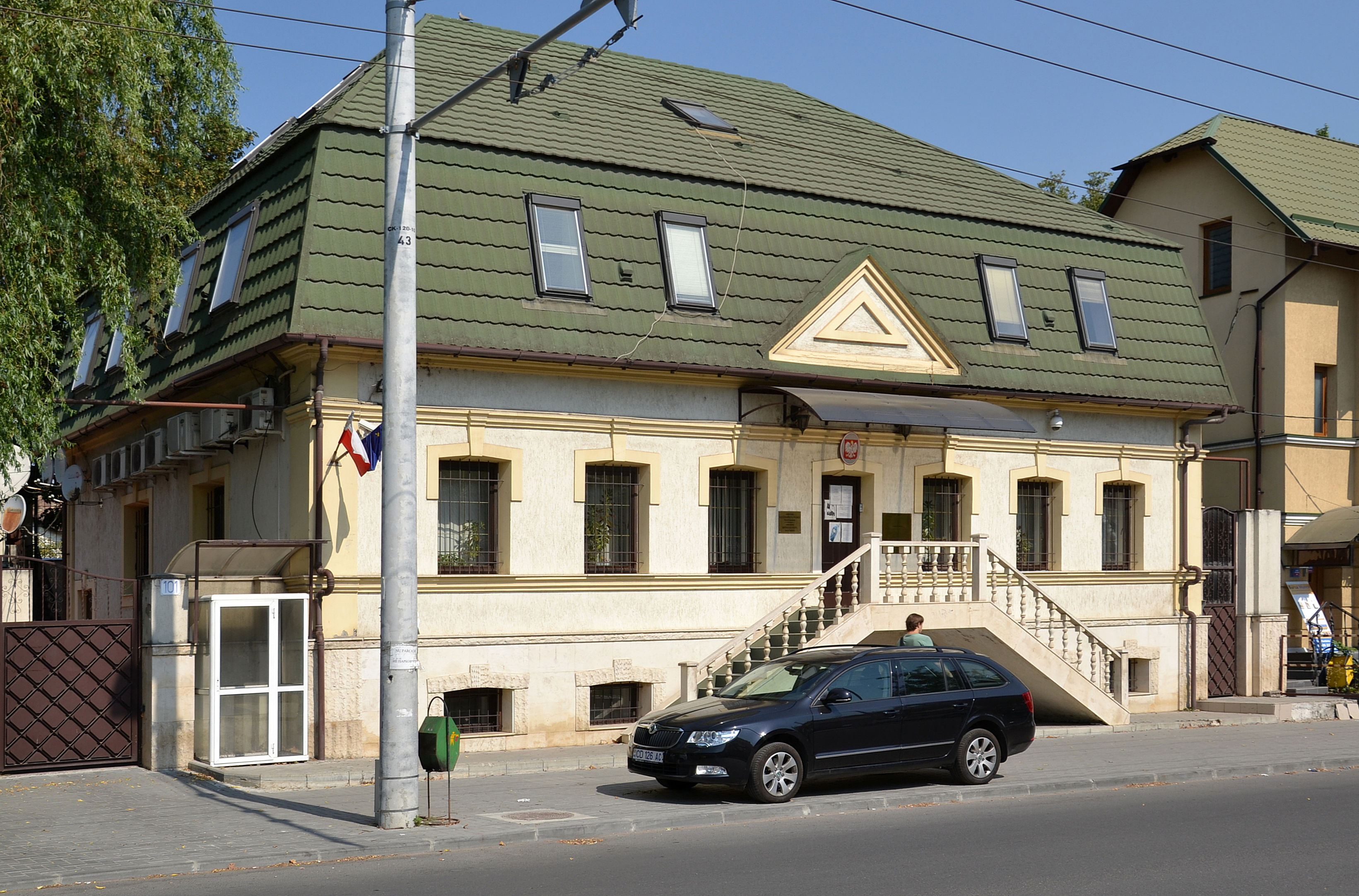
Посольство Польщі в Кишиневі

## Див/ також
- Поляки в Молдові
- Відносини Молдова — ЄС
- Польська васалізація Молдови (1387 р.)
- Вступ Молдови до Європейського Союзу
- Відносини Молдова — НАТО